# Invazia Cehoslovaciei
Invazia Cehoslovaciei, oficial Operațiunea Dunărea, a fost ocuparea Republicii Socialiste Cehoslovace de către forțe armate din cinci state membre în Pactul de la Varșovia - Uniunea Sovietică, R.P. Bulgaria, R.P. Ungară, RDG și R.P. Polonă – în noaptea de 20–21 august 1968. Aproximativ 250.000 de soldați au ocupat atunci Cehoslovacia. Două state membre ale Pactului de la Varșovia, anume Albania și România, au refuzat să participe. Forțele est-germane nu au participat nici ele la invazie, cu excepția câtorva specialiști, după ce Moscova le-a ordonat cu doar câteva ore înaintea invaziei să nu treacă granița cu Cehoslovacia. 137 de civili cehoslovaci au fost uciși și 500 au fost grav răniți în timpul ocupației.
Invazia Cehoslovaciei a pus capăt reformelor inițiate de Alexander Dubček în Primăvara de la Praga. Politica externă a Uniunii Sovietice în această perioadă a fost denumită „Doctrina Brejnev”.

## Urmări
A urmat o perioadă numită normalizarea Cehoslovaciei, de consolidare a comunismului.
Gertruda Sekaninová-Čakrtová, František Kriegel, František Vodsloň și Božena Fuková au fost singurii deputați ai Adunării Naționale care au votat împotriva acordului privind șederea temporară a trupelor sovietice în Cehoslovacia și care au sugerat retragerea completă de pe teritoriul cehoslovac. Din cauza acestor atitudini,  mai mulți membri rebeli ai Adunării Naționale au fost lipsiți de mandatul lor și expulzați din rândurile Partidului Comunist Cehoslovac.
Cariera multor intelectuali, oameni de cultură, a fost puternic afectată de evenimentele politice din Cehoslovacia. De exemplu, regizorului de film slovac Juraj Jakubisko nu i s-a mai dat voie să realizeze filme importante, doar documentare.
Fostul stat centralist a fost împărțit în două entități: Republica Socialistă Cehă și Republica Socialistă Slovacă. Legea a fost adoptată la data de 28 octombrie 1968 și a intrat în vigoare începând cu 1 ianuarie 1969. Au fost înființate două noi parlamente naționale — Consiliul Național Ceh și Consiliul Național Slovac, iar parlamentul cehoslovac a fost redenumit din Adunarea Națională în Adunarea Federală și împărțit în două camere: Casa Poporului (cehă Sněmovna lidu, slovacă Snemovňa ľudu) și Casa Națiunilor (Sněmovna národů, Snemovňa národov).

## Legături externe
- en "Soviet Invasion of Czechoslovakia": Collection of archival documents on www.DigitalArchive.org
- en Project 1968–1969, page dedicated to documenting the invasion, created by the Totalitarian Regime Study Institute

## Vezi și
- The Plastic People of the Universe, trupă rock creată la o lună după și din cauza invaziei sovietice